# JBuilder
JBuilder，是一种Borland软件公司出品的Java集成编程环境，有不同功能程度的多个版本。甲骨文公司（Oracle）内部用的软件JDeveloper是JBuilder补充改写的。
JBuilder的主要竞争者包括IBM的Websphere，JetBrains的IntelliJ IDEA，BEA Systems和Eclipse。
2005年5月，Borland公司宣佈下一個版本的JBuilder將會以Eclipse為基礎。